# 暗泳
《暗泳》（英語：Night Swim）是一部2024年美國超自然恐怖片，由布萊斯·麥奎爾（Bryce McGuire）編導（長片導演處女作），改編自麥奎爾和羅德·布雷赫斯特（Rod Blackhurst）執導的2014年同名短片。電影由懷特·羅素和凱莉·肯頓主演，講述了一個郊區家庭發現自家後院游池鬧鬼的故事。
本片由傑森·布倫和溫子仁分別以原子怪獸影業與布倫屋製片公司的名義製片，這也是兩家公司於2024年1月2日合併後發行的首部電影。《暗泳》2024年1月5日在美國上映，環球影業負責發行；全球票房超過5400萬美元。

## 演員
- 懷特·羅素飾演雷·瓦勒（Ray Waller）
- 凱莉·肯頓飾演伊芙·瓦勒（Eve Waller）
- 艾蜜莉·霍菲爾（Amélie Hoeferle）飾演伊絲·瓦勒（Izzy Waller）
- 蓋文·華倫（英语：Gavin Warren）飾演艾略特·瓦勒（Elliot Waller）
- 祖蒂·龍飾演露絲·森默斯（Lucy Summers）
- 阿亞佔·達拉巴耶娃（Ayazhan Dalabayeva）飾演麗碧嘉·森默斯（Rebecca Summers）
- 南茜·萊內翰（英语：Nancy Lenehan）飾演凱（Kay）：房地產經紀人。
- 艾迪·馬丁尼茲（Eddie Martinez）飾演蔻奇·E（Coach E）
- 伊利亞·J·羅伯茲（Elijah J. Roberts）飾演羅寧（Ronin）
- 魯文娜·潘薩齊（Rahnuma Panthaky）飾演史莉達爾醫生（Dr. Sridhar）
- 班·辛克萊（英语：Ben Sinclair (actor)）飾演泳池工人

## 製作

### 概念起源
《暗泳》的起源可以追溯到2014年，當時布萊斯·麥奎爾（Bryce McGuire）和羅德·布雷赫斯特（Rod Blackhurst）合作，在2014年自編自導了一部低成本的同名五分鐘短片，並在音樂家密雪兒·布蘭奇的後院拍攝。該片由梅歌林·艾奇坤沃克主演，這也為長片版本中伊絲·瓦勒（Izzy Waller）的角色提供了靈感。麥奎爾引用了布倫屋製片公司自家電影以及其他電影作為本片的靈感來源，如《黑湖妖潭》（1954年）、《獵人之夜》（1955年）、《大白鯊》（1975年）、《鬼哭神號》（1982年）、《克麗絲汀魅力》（1983年）和《深渊》（1989年）。他還將本片的故事描述為與自己童年及青春期有關的半自傳故事：「我在佛羅里達州長大，三面環海，在這樣的氣候下，你會對水產生恐懼及敬畏；唯有參與水儀式、認識溺水的朋友、經歷淹沒房屋的颶風、划船事故、鯊魚襲擊才能真正生存……我十歲時就看過《大白鯊》。那時我們有一個游泳池，記得某天晚上，我在弟弟關燈時一個人踩水。儘管我知道這個水池只有九英尺深、18英尺寬，但我深信不疑，水就是個無底洞，有某種可怕的東西正從深處向我升起。」短片2014年10月12日在YouTube上發表並迅速走紅，讓麥奎爾以編劇的身份進軍電影界。原子怪獸影業執行副總裁賈德森·史考特（Judson Scott）向溫子仁推薦了這部短片，溫子仁同意購入長片改編權。

### 長片版開發
據報導，繼電影《窒友梅根》（2022年）取得成功之後，《暗泳》的長片版本將於2023年1月展開前製。麥奎爾回歸編寫了長片版劇本，添加了推動故事發展所需的情節，並為角色所發生的恐怖感添加了情感層面。這涉及到為故事的險惡游泳池添加「史詩般的超自然神話，以及哥德式童話暗流」。懷特·羅素和凱莉·肯頓被選為主演，傑森·布倫和溫子仁分別以旗下的原子怪獸影業與布倫屋製片公司製片。4月，艾蜜莉·霍菲爾（Amélie Hoeferle）、蓋文·華倫、南茜·萊內翰及祖蒂·龍加入演出陣容。

### 拍攝
電影2023年4月11日加利福尼亞州阿爾塔迪納和洛杉磯地區開始主要拍攝，歷時34天。

## 發行
《暗泳》由環球影業定檔2024年1月5日在美國院線上映；原定發行日期為2024年1月19日。

## 外部連結
- 官方网站
- 互联网电影数据库（IMDb）上《暗泳》的资料（英文）